# Haninge HF
Le Haninge HF est un club de hockey sur glace de Haninge en Suède. Il évolue en Division 1, le troisième échelon suédois.

## Historique
Le club est créé en 1977.

## Palmarès
- Aucun titre.